# Frumoasa (okręg Harghita)
Frumoasa (węg. Szépvíz) – wieś w Rumunii, w okręgu Harghita, w gminie Frumoasa. W 2011 roku liczyła 1841 mieszkańców.